# Amblyseius orientalis
Amblyseius orientalis är en spindeldjursart som beskrevs av Ehara 1959. Amblyseius orientalis ingår i släktet Amblyseius och familjen Phytoseiidae. Inga underarter finns listade i Catalogue of Life.